# Sistema di numerazione etrusco
I numeri etruschi sono le parole e le frasi usate per i numeri della lingua etrusca e le cifre utilizzate per scriverli.

## Cifre
Il sistema numerico etrusco comprendeva le seguenti cifre con valori noti:
| Cifra   |   |   |    |    |     |
| Unicode | 𐌠 | 𐌡 | 𐌢  | 𐌣  | 𐌟   |
| Valore  | 1 | 5 | 10 | 50 | 100 |

(Avendo installato il font Unicode appropriato, le prime due righe dovrebbero avere lo stesso aspetto).
Si conoscono esempi di numeri più grandi, ma non si sa quale cifra rappresenti quale numero. La maggior parte dei numeri veniva scritta con la "notazione additiva", cioè scrivendo le cifre che si aggiungevano al numero desiderato, dal valore più alto a quello più basso. Così il numero "87", ad esempio, si scriveva 50 + 10 + 10 + 10 + 5 + 1 + 1 = "𐌣𐌢𐌢𐌢𐌡𐌠𐌠". (Poiché la scrittura etrusca era solitamente scritta da destra a sinistra, il numero apparirebbe come "𐌠𐌠𐌡𐌢𐌢𐌣" nelle iscrizioni. Questa avvertenza vale per tutti gli esempi seguenti).
Tuttavia, rispecchiando il modo in cui questi numeri venivano pronunciati nella loro lingua, gli Etruschi scrivevano spesso 17, 18 e 19 come "𐌠𐌠𐌠𐌢𐌢", "𐌠𐌢𐌢", e "𐌠𐌢𐌢", cioè "tre da venti", "due da venti" e "uno da venti", invece di "𐌢𐌡𐌠𐌠", "𐌢𐌡𐌠𐌠𐌠" e "𐌢𐌡𐌠𐌠𐌠𐌠". (I Romani occasionalmente facevano lo stesso per 18 e 19, facendo coincidere il modo in cui pronunciavano quei numeri: duodeviginti e undeviginti. Questa abitudine è stata attribuita all'influenza etrusca nella lingua latina.)
Lo stesso schema è stato utilizzato per 27, 28, 29, 37, 38, 39, ecc. Al contrario, gli Etruschi scrivevano generalmente "𐌠𐌠𐌠𐌠" per il 4 (da solo e in 14, 24, 34, ecc.), "𐌢𐌢𐌢𐌢" per il 40, e "𐌡𐌠𐌠", "𐌡𐌠𐌠𐌠", "𐌡𐌠𐌠𐌠𐌠" per il 7, 8 e 9 da soli. (A differenza dei Romani, che scrivevano 4 come "IV", 9 come "IX", 40 come "XL".)
Queste cifre erano utilizzate in tutta la zona di influenza etrusca, dalle pianure del nord Italia alla regione dell'odierna Napoli, a sud di Roma. Tuttavia, occorre tenere presente che le testimonianze di questi numeri sono molto scarse.
Alle cifre etrusche per 1, 5, 10, 50 e 100 ("𐌠", "𐌡", "𐌢", "𐌣" e "𐌟") sono stati assegnati codici specifici nel set di caratteri informatici Unicode, come parte del blocco Unicode U10300 (Old Italic).

### Origini
Le cifre etrusche potrebbero essersi basate sulla variante attica dei numeri greci. Tuttavia, sono state avanzate altre ipotesi.

#### Segni con le mani
Una vecchia ipotesi, avanzata da Theodor Mommsen nel 1887 e ripresa da A. Hooper, è che le cifre corrispondenti a 1, 5 e 10 siano state iconizzate per il calcolo con le dita.
Secondo questa ipotesi, i primi abitanti della regione contavano da 1 a 4 estendendo lo stesso numero di dita lunghe (dall'indice al mignolo); gesti rappresentati nella scrittura da "𐌠", "𐌠𐌠", "𐌠𐌠", "𐌠𐌠𐌠".  Il conteggio di 5 veniva segnalato estendendo le 4 dita più il pollice; la cifra scritta "𐌡" intende quindi raffigurare quella mano, con il pollice rivolto di lato. I numeri da 6 a 9 verrebbero quindi segnalati da una mano completamente aperta e da 1 a 4 dita lunghe estese nell'altra, che verrebbero rappresentate come "𐌡𐌠", "𐌡𐌠𐌠", "𐌡𐌠𐌠𐌠", "𐌡𐌠𐌠𐌠𐌠".  Infine, il 10 sarebbe stato segnalato da due mani con tutte le dita e i pollici estesi; nella scrittura, sarebbe stato rappresentato dalla metà superiore e inferiore della cifra "𐌢".

#### Tacche di conteggio
Un'altra ipotesi, che sembra oggi più accettata, è che i numeri etrusco-romani derivino in realtà dalle tacche dei bastoni da conteggio, che continuarono ad essere utilizzati dai pastori italiani e dalmati fino al XIX secolo. Sfortunatamente, essendo fatti di legno deperibile, non sono sopravvissuti bastoni da conteggio di quel periodo.
In questo sistema, ogni unità contata veniva registrata come una tacca tagliata sul bastone. Ogni quinta tacca era doppia, cioè "𐌡", e ogni decima era trasversale, "𐌢"; un po' come avviene oggi con i segni di conteggio europei. Per esempio, un conteggio di "28" sarebbe stato come 
𐌠𐌠𐌠𐌠𐌡𐌠𐌠𐌠𐌠𐌢𐌠𐌠𐌠𐌠𐌡𐌠𐌠𐌠𐌠𐌢𐌠𐌠𐌠𐌠𐌡𐌠𐌠𐌠
Nel trasporre il conteggio finale per iscritto (o su un altro bastone), non sarebbe stato necessario copiare ogni "𐌠𐌠𐌠𐌠Λ𐌠𐌠𐌠𐌠" prima di un "𐌢", o ogni "𐌠𐌠𐌠" prima di un Λ. Quindi il conteggio di '28' verrebbe scritto semplicemente come "𐌢𐌢𐌡𐌠𐌠𐌠".

## Parole usate per i numeri
La scarsità di materiale limita fortemente le attuali conoscenze sulle parole etrusche per i numeri e sulla loro grammatica. Ad esempio, la parola presunta per 9, nurφ, è nota da una sola iscrizione.
Tuttavia, fatta eccezione per le identità di 4 e 6, gli etruscologi sono generalmente d'accordo sulle parole dei numeri fino a 100. La tabella che segue riporta la traslitterazione delle parole per il 9, nurφ, e le parole per il 9, nur. La tabella seguente fornisce la traslitterazione (una lettera per ogni lettera etrusca) e una pronuncia fonetica approssimativa.
Le parole contrassegnate dagli asterischi non sono attestate, ma sono ipotizzate sulla base dei numeri conosciuti. Un trattino indica che sono attestate solo le derivazioni del numero.
| Valore | Interpretazione Decimale                           | Interpretazione Duodecimale                   |
| ------ | -------------------------------------------------- | --------------------------------------------- |
| 1      | θu [tʰu] ~ θun ~ tu ~ tun                          | θu [tʰu] ~ θun ~ tu ~ tun                     |
| 2      | zal [t͡sal]                                         | zal [t͡sal]                                    |
| 3      | ci [ki] ~ ki (~ ψi?)                               | ci [ki] ~ ki (~ ψi?)                          |
| 4      | śa [ʃa] ~ sa o huθ [hutʰ] ~ hut                    | huθ [hutʰ] ~ hut                              |
| 5      | maψ [makʰ] ~ *maψv-                                | maψ [makʰ] ~ *maψv-                           |
| 6      | huθ [hutʰ] ~ hut o śa [ʃa] ~ sa                    | śa [ʃa] ~ sa                                  |
| 7      | śemφ [ʃempʰ]                                       | śemφ [ʃempʰ]                                  |
| 8      | *cezp [ket͡sp]                                      | *cezp [ket͡sp]                                 |
| 9      | nurφ- [nurpʰ]                                      | nurφ- [nurpʰ]                                 |
| 10     | śar [ʃar] ~ zar [t͡sar]                             | halψ [halkʰ]                                  |
| 11     | *θuśar [tʰuʃar] "uno-dieci"                        | ?                                             |
| 12     | *zalśar [t͡salʃar] "due-dieci"                      | śar [ʃar] ~ zar [t͡sar] "dodici"               |
| 13     | ci- śar- [kiʃar] "tre-dieci"                       | *θuśar?                                       |
| 14     | *śaśar [ʃaʃar] o huθzar [hutʰt͡sar] "quattro-dieci" | *zalśar?                                      |
| 15     | *maψśar [makʰʃar] "cinque-dieci"                   | ci- śar- "tre-dodici"                         |
| 16     | huθzar- [hutʰt͡sar] o *śaśar [ʃaʃar] "sei-dieci"    | huθzar- [hutʰt͡sar] "quattro-dodici"           |
| 17     | ciem zaθrum [ki-em t͡satʰum] "tre da venti"         | ciem zaθrum [ki-em t͡satʰum] "tre da venti"    |
| 18     | eslem zaθrum [esl-em t͡satʰum] "due da venti"       | eslem zaθrum [esl-em t͡satʰum] "due da venti"  |
| 19     | θunem zaθrum [tʰun-em t͡satʰum] "uno da venti"      | θunem zaθrum [tʰun-em t͡satʰum] "uno da venti" |
| 20     | zaθrum [t͡satʰum] "ven-?"                           | zaθrum [t͡satʰum] "ven-?"                      |
| 30     | cealψ [t͡sealkʰ] "trenta/tre-dieci"                 | cealψ [t͡sealkʰ] "trenta/tre-dieci"            |
| 40     | śealψ [ʃealkʰ] o *huθalψ [hutʰalkʰ] "quaranta"     | *huθalψ- "quattro-dieci"                      |
| 50     | muvalψ [muwalkʰ] "cinquanta/cinque - dieci"        | muvalψ [muwalkʰ] "cinquanta/cinque - dieci"   |
| 60     | *huθalψ [hutʰalkʰ] o śealψ [ʃealkʰ] "sessanta"     | śealψ [ʃealkʰ] "sei-dieci"                    |
| 70     | śemφalψ [ʃempʰalkʰ] "settanta/sette - dieci"       | śemφalψ [ʃempʰalkʰ] "settanta/sette - dieci"  |
| 80     | cezpalψ [ket͡spalkʰ] "ottanta/otto - dieci"         | cezpalψ [ket͡spalkʰ] "ottanta/otto - dieci"    |
| 90     | *nurφalψ [nurpʰalkʰ] "novanta/nove - dieci"        | *nurφalψ [nurpʰalkʰ] "novanta/nove - dieci"   |
| 100    | chimth [ʃimt] o ximth [ʃimt] "cento"               | chimth [ʃimt] o ximth [ʃimt] "cento"          |

La notazione fonetica [pʰ] (φ), [tʰ] (θ) e [kʰ] (ψ) indica suoni aspirati, che in etrusco si distinguono da [p], [t], [k] non aspirati.
Si noti che i numeri da 17 a 19 sono scritti come tre, due e uno da venti. Allo stesso modo ciem cealψ "tre da trenta" (27) ecc.
I numeri possono essere inflessi per caso. Ad esempio, nella frase etrusca lupu avils esals cezpalψals "è morto [all'età] di due anni e ottanta", esals è il genitivo di zal (2) e cezpalψals è il genitivo di cezpalψ (80).

## La controversia 4 contro 6
|     |     | śa  |    |
| zal | huθ | maχ | θu |
|     |     | ci  |    |

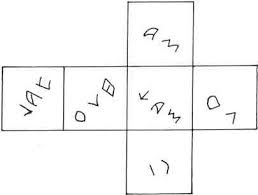
Le iscrizioni su uno dei dadi di Tuscania.

C'è stata una lunga controversia sull'attribuzione di 4 e 6. Tutti gli etruscologi concordano sul fatto che le parole sono huθ (huth) e śa (sha). Il disaccordo è su quale sia l'una e quale l'altra.
Fino a poco tempo fa era generalmente accettato, sulla base di prove archeologiche, che il 4 fosse huθ e il 6 śa. Ad esempio, negli affreschi della Tomba dei Caronti nella necropoli dei Monterozzi, su una collina a est di Tarquinia, sono rappresentati quattro Caronti, ciascuno accompagnato da un'iscrizione: Accanto al quarto Caronte, il testo recita charun huths ("il quarto Caronte"). Nella stessa necropoli, nella Tomba degli Anina, che contiene sei sepolture, un'iscrizione recita: sa suthi cherichunce, che è stata tradotta come: "costruì sei tombe/sepolcri".
Tuttavia, questa attribuzione è stata messa in discussione nel 2011 da un'analisi approfondita di 91 dadi da gioco etruschi, provenienti da molte epoche e luoghi diversi, con i numeri contrassegnati da puntini; e un'unica coppia di dadi (i "dadi di Tuscania" o "dadi di Toscanella") con i numeri scritti come parole.
Dal punto di vista matematico, esistono 30 modi per posizionare i numeri da 1 a 6 sulle facce di un dado; o 15 se si contano le numerazioni che sono speculari l'una all'altra. Queste 15 possibilità sono identificate dalle coppie di numeri che si trovano sulle facce opposte:
(1-2, 3-4, 5-6), (1-2, 3-5, 4-6), (1-2, 3-6, 4-5),
(1-3, 2-4, 5-6), (1-3, 2-5, 4-6), (1-3, 2-6, 4-5),
(1-4, 2-3, 5-6), (1-4, 2-5, 3-6), (1-4, 2-6, 3-5),
(1-5, 2-3, 4-6), (1-5, 2-4, 3-6), (1-5, 2-6, 3-4),
(1-6, 2-3, 4-5), (1-6, 2-4, 3-5), (1-6, 2-5, 3-4)
Per ragioni sconosciute, i dadi romani usavano generalmente l'ultimo schema (1-6, 2-5, 3-4), in cui ogni coppia di facce opposte somma a 7; una tradizione che è continuata in Europa fino ai giorni nostri ed è diventata lo standard in tutto il mondo. Tuttavia, tra i 91 dadi etruschi provenienti da molte località diverse, quelli del 500 a.C. o precedenti utilizzavano solo il primo schema (1-2, 3-4, 5-6), in cui le facce opposte differiscono di 1. Quelli del 350 a.C. e successivi, invece, utilizzavano lo schema romano (1-6, 2-5, 3-4). Tra il 500 e il 350 a.C., quest'ultimo sostituì gradualmente il primo in tutti i siti etruschi noti.
Nei dadi di Tuscania, le facce opposte riportano le parole (θu-huθ, zal-maψ, ci-śa). Sia nel "vecchio" che nel "nuovo" schema, tuttavia, i valori 3 e 4 si trovano su facce opposte. Quindi, poiché si sapeva che ci era 3, i ricercatori hanno concluso che śa doveva essere 4; e poiché non c'è dissenso sulle parole 1, 2 e 5, huθ doveva essere 6.
Questa attribuzione implicherebbe che i dadi di Tuscania seguano lo schema (1-6, 2-5, 3-4), cioè che siano di tipo "tardo" (romano).  I ricercatori sostengono che questa attribuzione è coerente con la forma delle lettere, che indicano una datazione successiva al 400 a.C..
L'attribuzione opposta (4 = huθ, 6 = śa) farebbe sì che lo schema dei dadi di Tuscania sia (1-4, 2-5, 3-6); cioè, con i numeri sulle facce opposte distanti 3 l'uno dall'altro. Non sono stati trovati altri dadi etruschi con questo schema (o con parole al posto dei puntini, se è per questo).

## Ipotesi duodecimale
Nel 2006, S. A. Yatsemirsky ha presentato le prove che zar o śar significava "12" (cfr. zal "2" e zaθrum "20") mentre halψ significava "10". Secondo la sua interpretazione, la forma attestata huθzar poteva significare solo 'sedici', e huθ doveva quindi significare 'quattro'. La forma śealψ sarebbe quindi '60', ed è presumibilmente correlata al lemnio sialψv-eiś '60'.

## Ipotesi indoeuropea
Esiste un dibattito su una possibile origine indoeuropea delle parole numeriche etrusche.
L. Bonfante (1990) ha sostenuto che ciò che i numeri "dimostrano, senza ombra di dubbio, è la natura non indoeuropea della lingua etrusca".
Al contrario, altri studiosi, tra cui F. Adrados, A. Carnoy, M. Durante, V. Georgiev, A. Morandi e M. Pittau, hanno ipotizzato una "corrispondenza perfetta" tra i dieci numeri etruschi e parole di varie lingue indoeuropee (non sempre numeriche o con un'apparente connessione), come θu 'uno' e il sanscrito tvad 'tu', zal "due" e il tedesco zwei "due", ci "tre" e l'iraniano sih "tre" (dal proto-indoeuropeo *tréyes, che non corrisponde all'etrusco [ki]), huθ "quattro" e il latino quattuor "quattro", ecc.